# Rockledge (Florida)
Rockledge város az USA Florida államában, Brevard megyében. Lakosainak száma 27 678 fő (2020. április 1.).

## Népesség
A település népességének változása:

| 2010 | 24 926 |
| 2020 | 27 678 |